# Xia Kong Jia
Xia Kong Jia è il nome completo di Kong Jia (孔甲T, Kǒng JiǎP), quattordicesimo sovrano della dinastia Xia, figlio di Bu Jiang e nipote di Jiong
Dopo che il figlio di Jiong, Jin, morì, successe al trono.
Secondo la leggenda Kong Jia fu ipnotizzato nel momento in cui volle recitare la parte di un essere soprannaturale, "Shi Yin Luan". Per questa ragione i suoi duchi e principi lo abbandonarono.
Il libro dei principi supremi dell'ordine mondiale, realizzato da Shao Yong ai tempi della dinastia Song, afferma che Kong Kia è stato al trono per 31 anni.
Nel quinto anno del suo regno compose musica orientale (東音), chiamata anche il canto dell'ascia spezzata (破斧之歌).
Personalmente, era un re molto superstizioso. Si allontanava regolarmente dagli affari di stato, a favore delle belle donne e dell'alcol in eccesso. Durante il suo regno, il potere dinastico si indebolì notevolmente. La maggior parte dei suoi vassalli divenne più potente. Gli Shang trasferirono la loro capitale da Yin (殷) a Shangqiu (商丘).